# Vaishali (distrikt)
Vaishali (bihari: वैशाली जिला) er et distrikt i den indiske delstat Bihar. Distriktets hovedstad er Hajipur. 

## Demografi
Ved folketællingen i 2011 var der 3,495,249 indbyggere i distriktet, mod 2,718,421 i 2001. Den urbane befolkningen udgør 6,65 % af befolkningen.
Børn i alderen 0 til 6 år udgjorde 16,93 % i 2011 mod 19,98 % i 2001. Antallet af piger i den alder per tusinde drenge er 894 i 2011 mod 937 i 2001.